# Odontesthes microlepidotus
El pejerrey patagónico  (Odontesthes microlepidotus)  es una especie de pez de la familia Atherinopsidae. 
Es endémica de Argentina, de los lagos y ríos patagónicos desde la cuenca del río Colorado hasta la provincia de Santa Cruz, y lo más septentrional son las "lagunas de Guanacache"  entre las provincias de Mendoza y de La Pampa.

## Descripción
Presenta cuerpo grueso, cabeza corta, alcanza hasta 35 cm de longitud;  premaxilar con 2 a 5 hileras de dientes cónicos, con los más externos de mayor tamaño; dientes de la mandíbula inferior más pequeños y también en hileras. Escamas pequeñas y numerosas. El pedúnculo caudal angosto.
Su color general es amarillo plateado, con borde externo de cada escama punteado de negro, determinando así una tonalidad oscura.
Esta especies de forma esbelta, muy hidrodinámica y fusiforme, más o menos comprimido lateralmente, Posee dos aletas dorsales, la segunda no adiposa
con radios, boca protráctil y una estola plateada en ambos flancos sobre la línea lateral y una boca terminal muy protráctil en relación con su régimen alimentario, compuesto básicamente por microcrustáceos grandes.
Los pejerreyes patagónicos se desplazan en cardúmenes en ambientes con abundante vegetación, que no sólo les brindan protección, sino un lugar adecuado para sus hábitos reproductivos. Se alimentan principalmente de microcrustáceos, las larvas de quironómidos e insectos de origen terrestre.